# Polyosma urdanetensis
Polyosma urdanetensis är en tvåhjärtbladig växtart som beskrevs av Adolph Daniel Edward Elmer. Polyosma urdanetensis ingår i släktet Polyosma och familjen Escalloniaceae. Inga underarter finns listade i Catalogue of Life.